# Afterdrop
Als Afterdrop (englisch After drop) oder Nachkühlung wird in der Medizin das weitere Absinken der Körperkerntemperatur nach einer Kälteexposition durch zum Kern zurückströmendes kaltes Schalenblut bezeichnet.

## Pathophysiologie
Ist der Körper über längere Zeit Kälte ausgesetzt, sinkt die Körpertemperatur, wenn mehr Wärme über die Haut abgegeben wird als der Körper generieren kann. Um den Wärmeverlust zu verringern, verengen sich die Blutgefäße in den Gliedmaßen. Die Vasokonstriktion bewirkt zwar, dass die Körperschale schneller auskühlt, aber das warme Blut wird im Körperkern zentralisiert und versorgt die lebenswichtigen Organe.
Wird der Körper nun bewegt, etwa zum Herstellen einer Schocklage oder bei der Bergung des Betroffenen, strömt kaltes Blut aus den Extremitäten zurück zum Körperkern.
Dies kann ebenso bei einer aktiven Erwärmung des Körpers etwa mithilfe von warmen Infusionslösungen vorkommen, da es dadurch zu einer Gefäßweitstellung (Vasodilatation) kommen kann und sich somit ebenfalls das kältere Blut aus der Körperperipherie mit dem wärmeren des Körperkerns vermischt.
Die Körperkerntemperatur kann im schlimmsten Falle um bis zu 3 °C absinken, was reflektorisch zu gefährlichen Herzrhythmusstörungen bis hin zum Herz-Kreislauf-Stillstand führen kann, bei denen sich eine eventuelle Reanimation aufgrund der Hypothermie meist als schwierig erweist.
Der Afterdrop ist eine häufige Ursache des Bergungstods. Eine mögliche Methode zur Vermeidung ist die Hibler-Wärmepackung.